# Neemuch
Neemuch ou Nimach é uma cidade e um município no distrito de Neemuch, no estado indiano de Madhya Pradesh.

## Demografia
Segundo o censo de 2001,  Neemuch  tinha uma população de 107,496 habitantes. Os indivíduos do sexo masculino constituem 53% da população e os do sexo feminino 47%. Neemuch tem uma taxa de literacia de 70%, superior à média nacional de 59.5%: a literacia no sexo masculino é de 77% e no sexo feminino é de 62%. Em Neemuch, 14% da população está abaixo dos 6 anos de idade.